# 100-е годы до н. э.
100-е (со́тые) го́ды до на́шей э́ры по пролептическому юлианскому календарю — промежуток времени с 1 января 109 года до н. э. по 31 декабря 100 года до н. э., включающий с 109 по 101 годы 10-го десятилетия II века и 100 год 1-го десятилетия I века 1-го тысячелетия до н. э. Им предшествовали 110-е годы до н. э., за ними следовали 90-е годы до н. э. Они закончились 2125 лет назад.

## Важнейшие события
- 100 год до н. э. — Предполагаемая дата рождения Юлия Цезаря.
- Югуртинская война[1].
- Кимврская война[2][3].
- Китай и Степь:
  - 114 год до н. э. — Смерть шаньюя Ичисйе. Вместо Ичисйе избран его сын Увэй — человек тихий и невоинственный.
  - 104 год до н. э. — Смерть Шаньюя Увея. От него верховная власть перешла к шаньюю Ушилу.
  - 103 год до н. э. — Ушилу совершил поход на Китай, увёл множество скота и людей. Он готовился и к другим походам на империю.
  - 102 год до н. э. — Ушилу внезапно заболел и умер.
  - 101 год до н. э.—96 год до н. э. — Цзюйдихоу — третий младший сын шаньюя Ичжисе. Это был умный и храбрый полководец. Особенно тяжким для китайцев оказался поход 97 года до н. э..

## Римские консулы десятилетия
- 109: Квинт Цецилий Метелл Нумидийский и Марк Юний Силан
- 108: Сервий Сульпиций Гальба и Квинт Гортензий, суффект — Марк Аврелий Скавр
- 107: Луций Кассий Лонгин и Гай Марий
- 106: Гай Атилий Серран и Квинт Сервилий Цепион
- 105: Публий Рутилий Руф и Гней Маллий Максим
- 104: Гай Марий (во 2-й раз) и Гай Флавий Фимбрия
- 103: Гай Марий (в 3-й раз) и Луций Аврелий Орест
- 102: Гай Марий (в 4-й раз) и Квинт Лутаций Катул
- 101: Гай Марий (в 5-й раз) и Маний Аквилий
- 100: Гай Марий (в 6-й раз) и Луций Валерий Флакк